# Visconte St Vincent

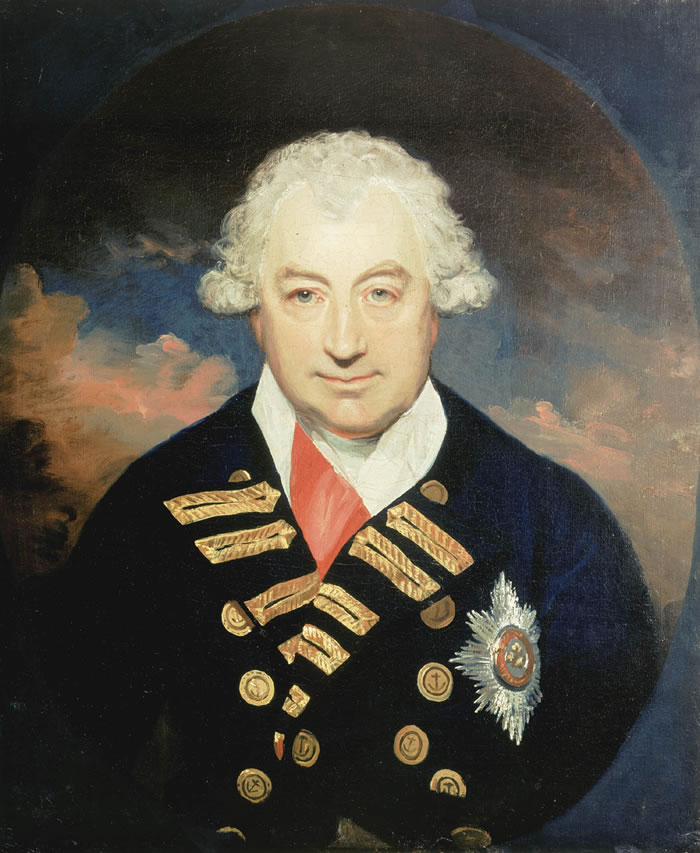
Il conte St Vincent

Visconte St Vincent, di Meaford nella contea di Stafford, è un titolo della Parìa del Regno Unito.

## Storia
Il titolo venne creato nel 1801 per il famoso comandante militare John Jervis, I conte di St Vincent, che lo trasmise poi ai propri nipoti William Henry Ricketts e Edward Jervis Ricketts, e dopo di loro a sua nipote Mary, moglie di William Carnegie, VII conte di Northesk. Egli era già stato creato Barone Jervis, di Meaford nella contea di Stafford, e Conte di St Vincent, nella Parìa di Gran Bretagna nel 1797 col privilegio di trasmettere tali titoli ai suoi eredi maschi. Alla morte di John Jervis nel 1823 la baronia e la contea si estinsero, mentre il titolo di visconte passò come si è detto a suo nipote il quale però, per licenza reale, dovette assumere il cognome di Jervis. Un suo pronipote, il quarto visconte,  venne inviato nel 1885 al comando di alcune forze armate per riprendere il generale Charles George Gordon a Khartoum e morì in seguito alle ferite riportate durante la Battaglia di Abu Klea nel gennaio di quell'anno. Egli venne succeduto dal suo fratello minore e così sino ai giorni nostri.

## Conte di St Vincent (1797)
- John Jervis, I conte di St Vincent (1735–1823)

## Visconte St Vincent (1801)
- John Jervis, I conte di St Vincent, I visconte St Vincent (1735–1823)
- Edward Jervis Jervis, II visconte St Vincent (1767–1859)
- Carnegie Robert John Jervis, III visconte St Vincent (1825–1879)
- Edward John Leveson Jervis, IV visconte St Vincent (1850–1885)
- Carnegie Parker Jervis, V visconte St Vincent (1855–1908)
- Ronald Clarges Jervis, VI visconte St Vincent (1859–1940)
- Ronald George James Jervis, VII visconte St Vincent (1905–2006)
- Edward Robert James Jervis, VIII visconte St Vincent (n. 1951)